# Christian Wilhelm von Zieten
Christian Wilhelm von Zieten (* 7. April 1706; † 18. April 1778 in Züllichau) war ein königlich preußischer Generalmajor und Chef des Infanterie-Regiments Nr. 43.
Sein Vater war Kaspar Siegmund von Zieten (†  22. Dezember 1718), Herr auf Metzelthin und Langen, seine Mutter dessen Ehefrau Katharina Maria von Zieten (* 14. Juni 1680; † 1713) aus dem Haus Brunne. Er war der Bruder von Hans Sigismund von Zieten.

## Leben
Bereits 1722 wurde er Kadett in der preußischen Armee, in der er bis zum Tod von Friedrich Wilhelm I. bis zum Premier-Lieutenant kam. Unter Friedrich II. wurde er 1741 zum Hauptmann (Kapitän) im neuen Infanterie-Regiment Nr. 37 (du Moulin). 1745 wurde er Major und 1756 Oberstleutnant und schon 1757 Oberst, 1758 Generalmajor.
1760 erhielt er das Fuselier-Regiment (Bredow). 1767 beantragte er seinen Abschied, der ihm mit einer Pension von 2000 Talern gewährt wurde. Er ging auf sein Gut nach Züllichau, wo er am 18. April 1778 an Wassersucht starb.
Er war an den Schlesischen Kriegen und am Siebenjährigen Krieg beteiligt, wobei er in der Schlacht bei Lobositz schwer am linken Fuß verletzt wurde. Er war Träger des Pour le Mérite, den er als Major erworben hatte.
Er war mit N.N. Albrecht verheiratet, Kinder sind keine bekannt.